# 30. Unterseebootsflottille
De 30. Unterseebootsflottille was een flottielje U-boten van de Duitse Kriegsmarine tijdens de Tweede Wereldoorlog. De operationele eenheid U-boten van de Kriegsmarine werd in oktober 1942 opgericht. Bevelhebber van de eenheid was Kapitänleutnant Helmut Rosenbaum. Het flottielje was het enige dat in de Zwarte Zee opereerde. Toen de Sovjets in september 1944 de thuisbasis Constanța innamen, zat het flottielje in de val en alle boten werden daarop tot zinken gebracht. In totaal behoorden zes U-Boten tijdens het bestaan van de eenheid tot de 30. Unterseebootsflottille.

## Geschiedenis

### Transport en oprichting
In de Eerste Wereldoorlog konden Duitse U-boten via de Dardanellen en de Bosporus naar de Zwarte Zee varen, aangezien het Ottomaanse Rijk een bondgenoot was. Door de Turkse neutraliteit in de Tweede Wereldoorlog kon dit in 1941 niet zoals bepaald in het Verdrag van Montreux. Na de start van Operatie Barbarossa was er voor de Duitsers toch een behoefte een U-boot eenheid in de Zwarte Zee te stationeren. Daarom werd besloten tot een unieke operatie over te gaan: U-boten over land vervoeren. Zes relatief kleine boten van het type Type II B werden hiervoor geselecteerd. Het transport zou vanaf Kiel, deels via rivieren en over land, naar Constanța in Roemenië gebracht worden.
Nadat de verschillende boten vanaf Gotenhafen, Pillau en Memel naar Kiel gebracht waren, werden de boten vanaf mei 1942 door de Deutsche Werke buiten dienst gesteld en om gewichtsredenen en technische aanpassingen ongeveer 140 ton lichter gemaakt. De grote drukromp werd om transportredenen 90° gedraaid.
Alleen voor het vervoer over de binnenwateren door het Kaiser-Wilhelm-Kanal, op de Elbe en de Donau, werd de drukromp bij het aanmeren in Kiel om veiligheidsredenen omsloten door tien pontons. Ze werden permanent gemonteerd en met elkaar verbonden. De diepgang van de boten werd hierdoor verminderd. De gesleepte boten bereikten zonder problemen hun bestemming.
De druklichamen werden via de trailerhelling aan de Böcklinstraße in Dresden-Mickten uit de Elbe getrokken  en vervolgens overgebracht naar speciale voertuigaanhangwagens, twee Culemeyer R40’s. Gesleept door Wehrmacht-tractoren, Faun ZR150 en Kaelble Z6W2A130, bereikte het gecamoufleerde zware transport de Donau bij Ingolstadt met gemiddeld 8 km/h over een afstand van 300 km via de Reichsautobahn 4 en de Reichsautobahn 9.

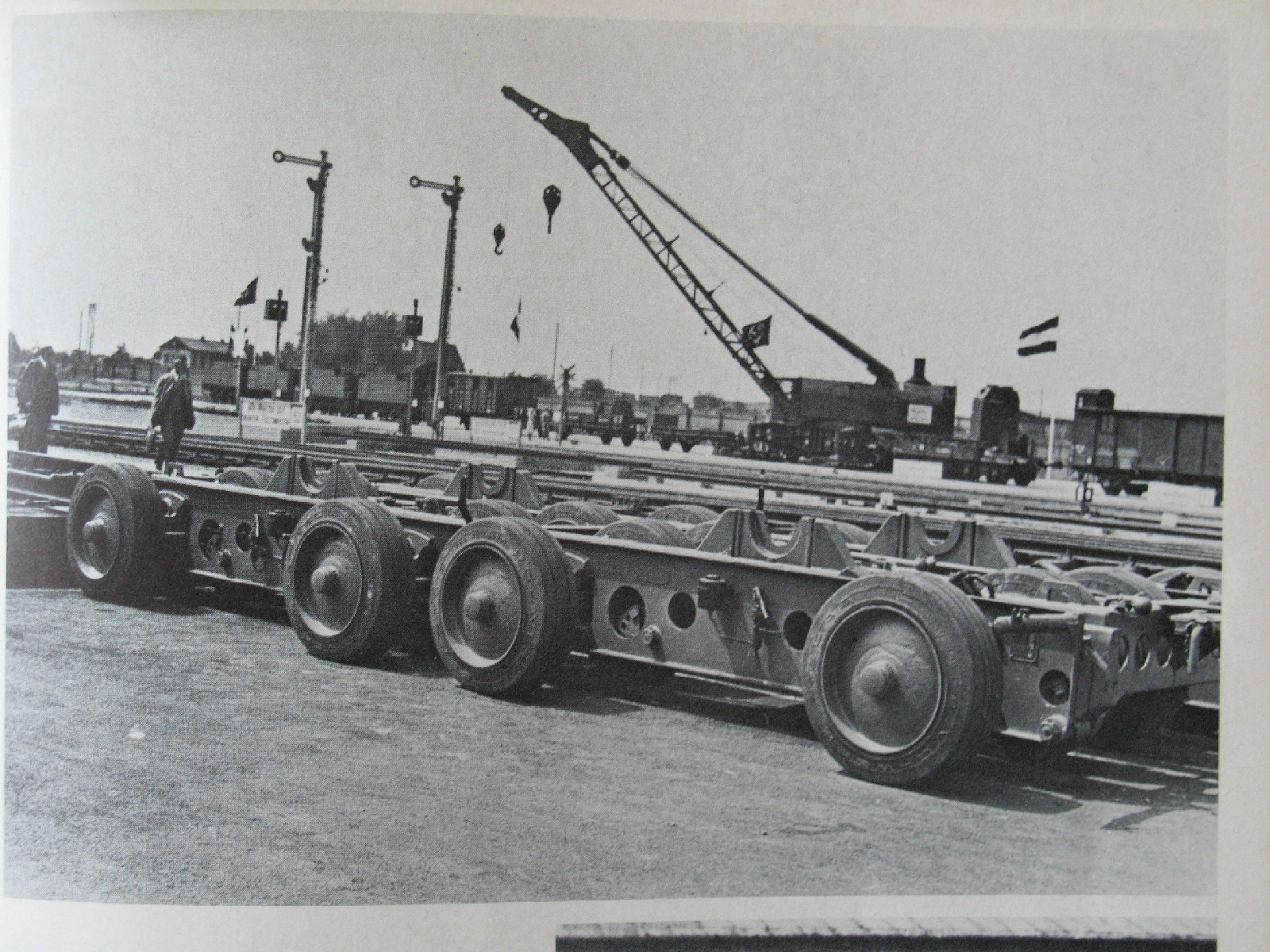
Culemeyer oplegger, hier in 1935 in Nürnberg

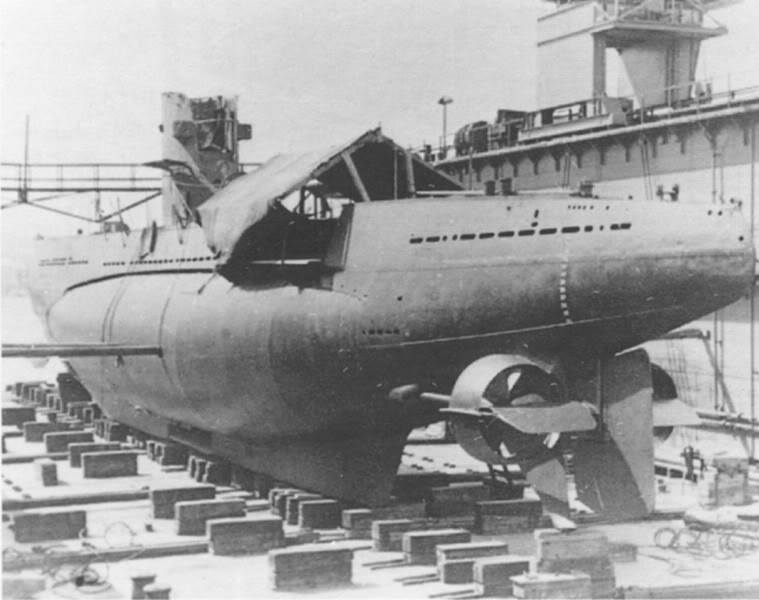
De Duitse U-boot U 18, Type II B wordt weer in elkaar gezet op de scheepswerf Galați.

Nadat de drijfhulpmiddelen weer waren aangebracht, werden de boten te water gelaten en ging het vervoer over de binnenwateren verder over de Donau naar Linz en Wenen, waar de boten weer zeewaardig werden gemaakt. Met een oppervlaktevaart gingen ze naar de Roemeense binnenhaven van Galați, waar de boten vervolgens werd voltooid.

### Inzet in de Zwarte Zee
De U 24 was de eerste van de zes Duitse U-boten die op 14 oktober 1942 weer in dienst werd gesteld, de U 23 was de laatste die op 3 juni 1943 werd overgeplaatst naar de 30. Unterseebootsflottille in Constanța. De patrouilles waren gericht tegen de Sovjet Zwarte Zeevloot. Naast de reguliere patrouilles, was het flottielje ook in actie rond het Koebanbruggenhoofd, de Krim en met name rond Sebastopol in april en mei 1944.
De U 9 voerde in de Zwarte Zee dertien patrouilles uit, de U 18 acht patrouilles, de U 19 elf patrouilles, de U 20 acht patrouilles, de U 23 zeven patrouilles en ten slotte de U 24 twaalf patrouilles.

### Einde
Nadat Roemenië in 1944 van kant wisselde, viel de basis Constanța voor het flottielje weg. De in Constanța liggende U 9 werd op 20 augustus door Sovjetvliegtuigen in de haven tot zinken gebracht, maar werd door de Sovjets al twee maanden later geborgen en tijdelijk weer in dienst gesteld als TS-16. De U 18 en U 24 werden zelf tot zinken gebracht op 25 augustus 1944 in de Zwarte Zee bij Constanța, na zwaar beschadigd te zijn tijdens een Sovjet luchtaanval op 20 augustus 1944. De wrakken werden eind 1944 door de Sovjets gelicht en total loss verklaard. 
Voor de overige drie boten was het niet langer mogelijk om naar het zuiden naar Bulgarije te ontsnappen en een poging om door te breken naar de Middellandse Zee (in strijd met de soevereine rechten van het neutrale Turkije en tegen het Verdrag van Montreux) werd door Großadmiral Karl Dönitz verboden. De Wehrmachtsführungsstab probeerde de drie boten nog aan Turkije te verkopen, maar er werd geen overeenstemming bereikt over de verkoop. De boten werden daarop door de bemanningen zelf tot zinken worden gebracht voor de Turkse kust. De U 19 op 11 september 1944 noordelijk van Zonguldak, de U 20 op 10 september noordelijk van Karasu en de U 23 ook op 10 september noordelijk van Ağva. De bemanningen werden  geïnterneerd in Beyşehir, maar maakten de locatie van de wrakken niet bekend.

### Resultaten
Volgens officiële cijfers werden door de zes boten van het 30. Unterseebootsflottille in totaal 26 schepen met 45.426 brutoregisterton tot zinken gebracht.

De U 9 bracht één schip tot zinken, de U 18 drie schepen, de U 19 twee schepen, de U 20 vijf schepen, de U 23 zes schepen en ten slotte de U 24 zeven schepen.

## Commandanten
- 1oktober 1942 – 10 mei 1944† - Kapitänleutnant Helmut Rosenbaum[1]
- 11 mei 1944 – juli 1944 - Kapitänleutnant Clemens Schöler[1]
- juli 1944 – oktober 1944- Kapitänleutnant Klaus Petersen[1]

Kapitänleutnant Rosenbaum werd gedood in een vliegtuigcrash bij Constanța.
Kapitänleutnant Schöler werd daarop m.d.W.d.G.b. (mit der Wahrnehmung der Geschäfte beauftragt = waarnemend commandant).

## U-boten
Het flottielje gebruikte uitsluitend boten van het type Type II B.

U 9, U 18, U 19, U 20, U 23, U 24